# 岩戸屋喜三郎
岩戸屋 喜三郎（いわとや きさぶろう、生没年不詳）は江戸時代の江戸の地本問屋。代表的な浮世絵版画、草双紙の版元の一つであった。

## 来歴
栄林堂と号す。岩戸屋源八と関係がありかと思われるが未詳。浅草茅町2丁目、横山町2丁目北側西角甚兵衛店で延享から寛政を経て文政天保期に営業している。喜多川歌麿、鳥文斎栄之、礫川亭永理らの錦絵黄金期を始めとして、勝川春潮、勝川春英、歌川国貞の作品や歌川広重の初期美人画、武者絵などを手がけている。

## 作品
- 勝川春潮 『浮世雪月華』 大判3枚揃 錦絵 天明中期
- 鳥文斎栄之 『美人遊興』
- 鳥文斎栄之『七賢人略美人新造揃』大判 錦絵揃物 寛政7年（1795年）頃
- 鳥文斎栄之『青楼美撰合』 大判 錦絵揃物 寛政後期
- 鳥文斎栄之『青楼芸者撰合』 大判3枚続 錦絵 寛政8年（1796年）‐寛政9年（1797年）ころ
- 礫川亭永理 『鯨取り』
- 喜多川歌麿 『物干し』 大判3枚続 錦絵 寛政初期
- 勝川春英 『忠臣蔵』 大判 錦絵揃物 寛政7年
- 歌川国貞 『御誂絵馬尽』
- 歌川国貞 『俳優日時計』 大判 錦絵揃物 文化13年
- 歌川広重 『今様弁天尽』 大判 錦絵揃物 文政4年（1821年）‐文政5年（1822年）ころ
- 歌川広重『平惟盛』